# Fevereiro
Fevereiro é o segundo mês do ano pelo calendário gregoriano e pelo seu antecessor, o calendário juliano, e era o décimo-segundo e último mês no calendário lunissolar romano extinto em 46 a.C. (à época chamado de Februário). É justamente o fato de sua origem ser o último mês do ano que faz com que ele tenha a duração de 28 dias, a não ser em anos bissextos, em que é adicionado um dia a este mês. Assim, ele é o primeiro de cinco meses a ter menos de 31 dias (os outros quatro são abril, junho, setembro e novembro), mas o único deles a ter uma duração inferior a 30 dias.
No Hemisfério sul, fevereiro é o equivalente sazonal de agosto no hemisfério norte. 
Assim, enquanto fevereiro é o terceiro e último mês do inverno meteorológico no Hemisfério norte, no Hemisfério sul fevereiro é o terceiro e último mês do verão meteorológico.
O nome fevereiro vem do latim februarius, inspirado em Fébruo, deus da morte e da purificação na mitologia etrusca. Originariamente, fevereiro possuía 29 dias e 30 como ano bissexto, mas por exigência do Imperador César Augusto, de Roma no ano 8 a.C., um de seus dias passou para o mês de agosto, para que ficasse com 31 dias, semelhante a julho, mês batizado assim em homenagem a Júlio César.
A Igreja dedica o mês de fevereiro à Sagrada Família.

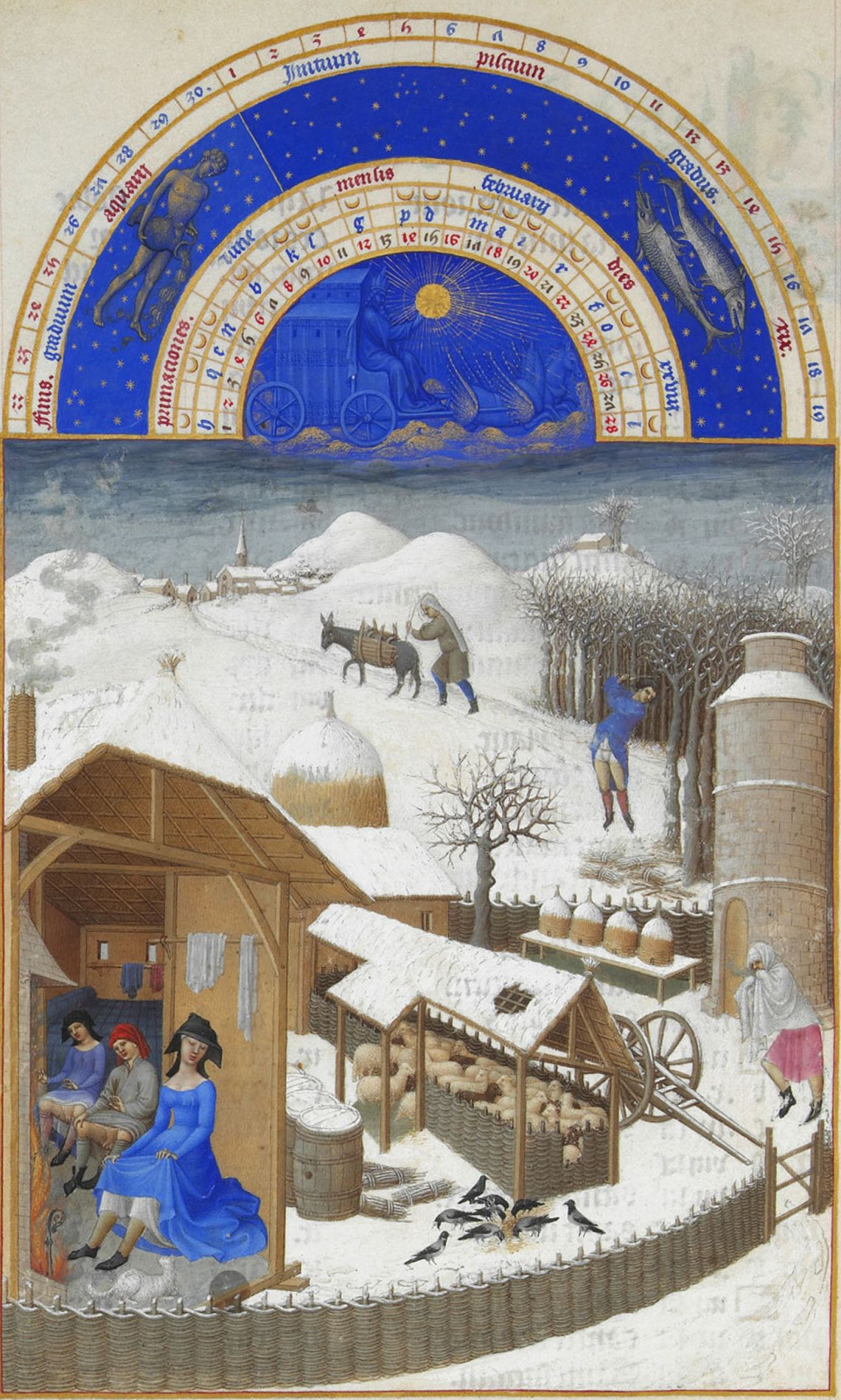
O mês de fevereiro retratado no livro Les très riches heures du duc de Berry

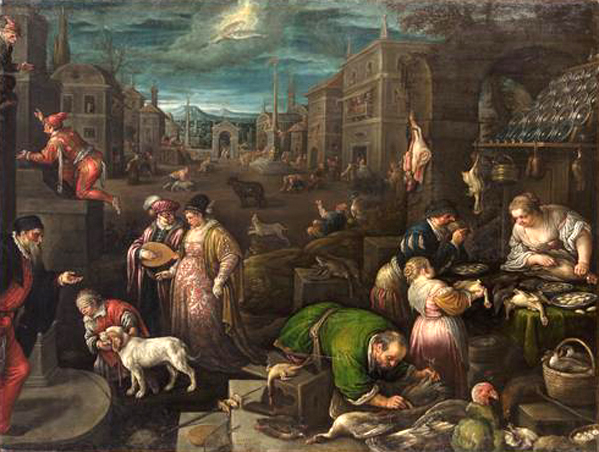
Fevereiro, Leandro Bassano

## Astrologia
Devido a que no calendário lunissolar romano Februário ter sido o último mês do ano, os signos do zodíaco ocidental de fevereiro são os dois últimos: aquário (até 19 de fevereiro) e peixes (20 de fevereiro em diante).

## Datas comemorativas

### Internacional
- 01 de fevereiro - Dia do Pesquisador em Medicina Baseada em Evidências.
- 02 de fevereiro- Apresentação de Jesus no Templo
- 14 de fevereiro - Dia dos Namorados.

### Brasil
- Terça-feira de Carnaval (3 de fevereiro a 9 de março em ano não bissexto ou 4 de fevereiro a 9 de março em ano bissexto)
- Quarta-feira de cinzas (uma quarta-feira entre 4 de fevereiro e 10 de março em ano não bissexto ou 5 de fevereiro a 10 de março em ano bissexto)

- 1 de fevereiro - Dia do Publicitário
- 2 de fevereiro
  - Dia do Agente Fiscal
  - Dia de Nossa Senhora dos Navegantes
- 5 de fevereiro - Dia do Datiloscopista
- 7 de fevereiro - Dia do Gráfico
- 9 de fevereiro
  - Dia do Zelador
  - Dia do Frevo (Ritmo Pernambucano)
- 10 de fevereiro - Dia do Atleta Profissional
- 11 de fevereiro
  - Dia da Criação da Casa da Moeda do Brasil
  - Dia Mundial do Enfermo
- 14 de fevereiro - Dia da Amizade (Também comemorado dia dos Namorados em alguns países europeus e nos Estados Unidos)
- 16 de fevereiro - Dia do Repórter
- 17 de fevereiro - Dia Mundial do Gato
- 19 de fevereiro - Dia do Desportista
- 21 de fevereiro - Dia da Conquista de Monte Castelo (1945)
- 23 de fevereiro - Dia do Rotaryano
- 24 de fevereiro - Promulgação da primeira Constituição da República do Brasil (1891)
- 25 de fevereiro - Dia da criação do Ministério das Comunicações
- 26 de fevereiro - Dia do Comediante
- 27 de fevereiro - Dia do Agente Fiscal da Receita Federal

### Igreja Católica
- Dia da Apresentação de Jesus e Nossa Senhora dos Navegantes (2 de fevereiro)
- Dia de São Brás (3 de fevereiro)
- Dia do Beato Pio IX (7 de fevereiro)
- Dia de Santa Josefina Bakhita (8 de fevereiro)
- Dia de Santa Apolônia (9 de fevereiro)
- Dia de Nossa Senhora de Lourdes (11 de fevereiro)
- Dia de São Valentim (14 de fevereiro)
- Dia de São Francisco e Santa Jacinta Marto (20 de fevereiro)
- Dia da Cátedra de São Pedro (22 de fevereiro)
- Dia de São Sérgio e Baco (24 de fevereiro)
- Dia de São Gabriel Possenti (27 de fevereiro)

## Nascimentos

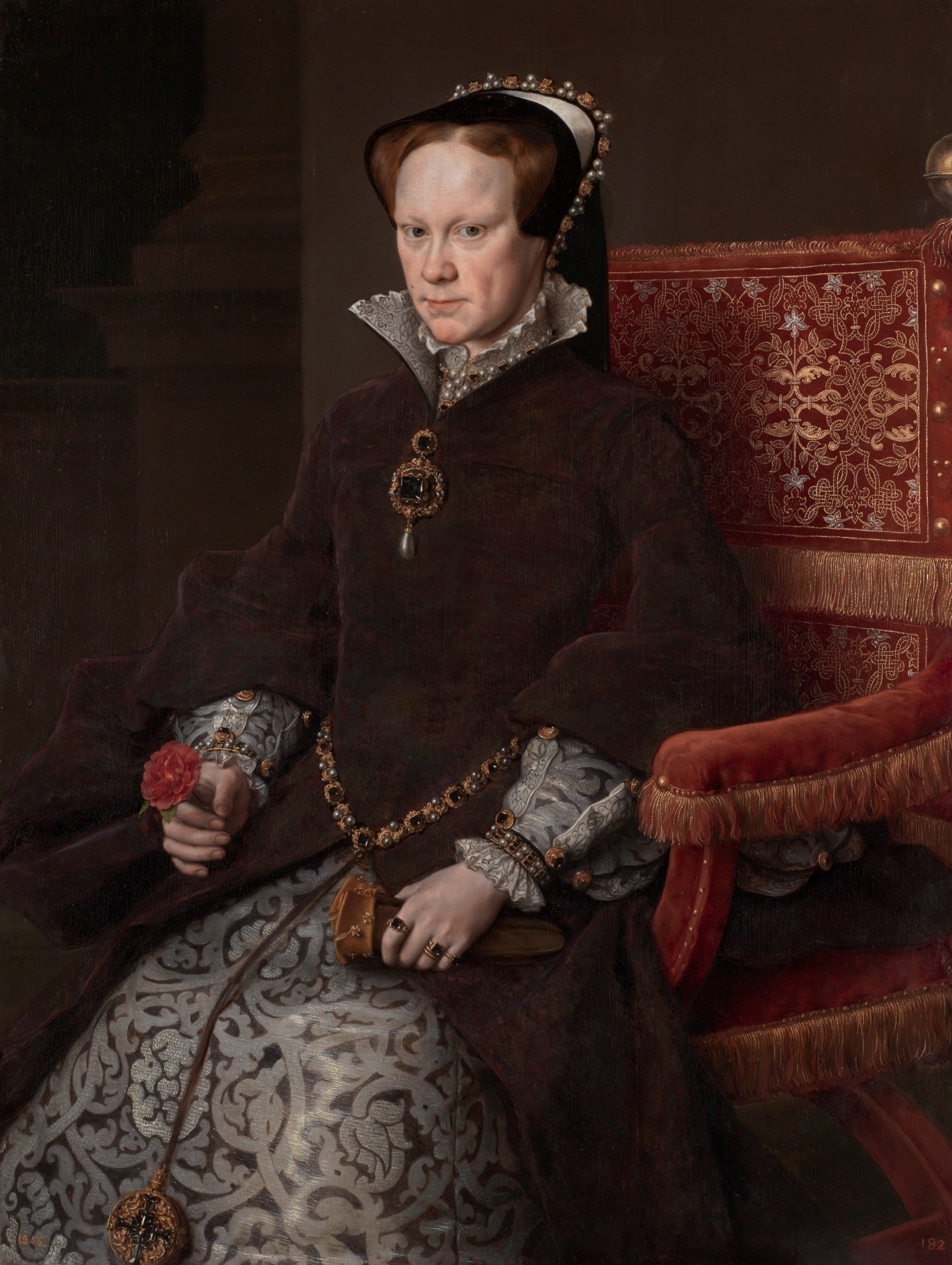
Maria I da Inglaterra

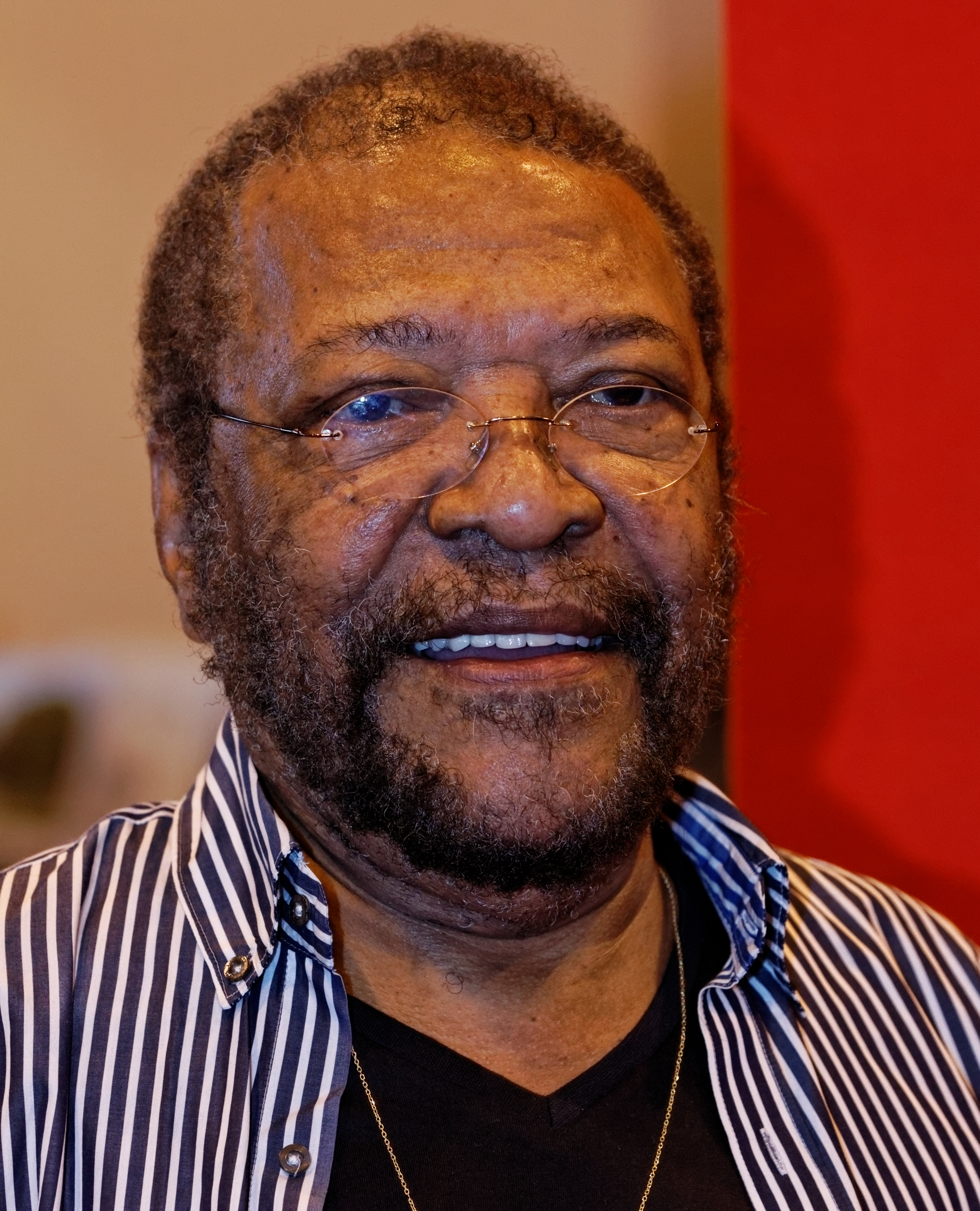
Martinho da Vila

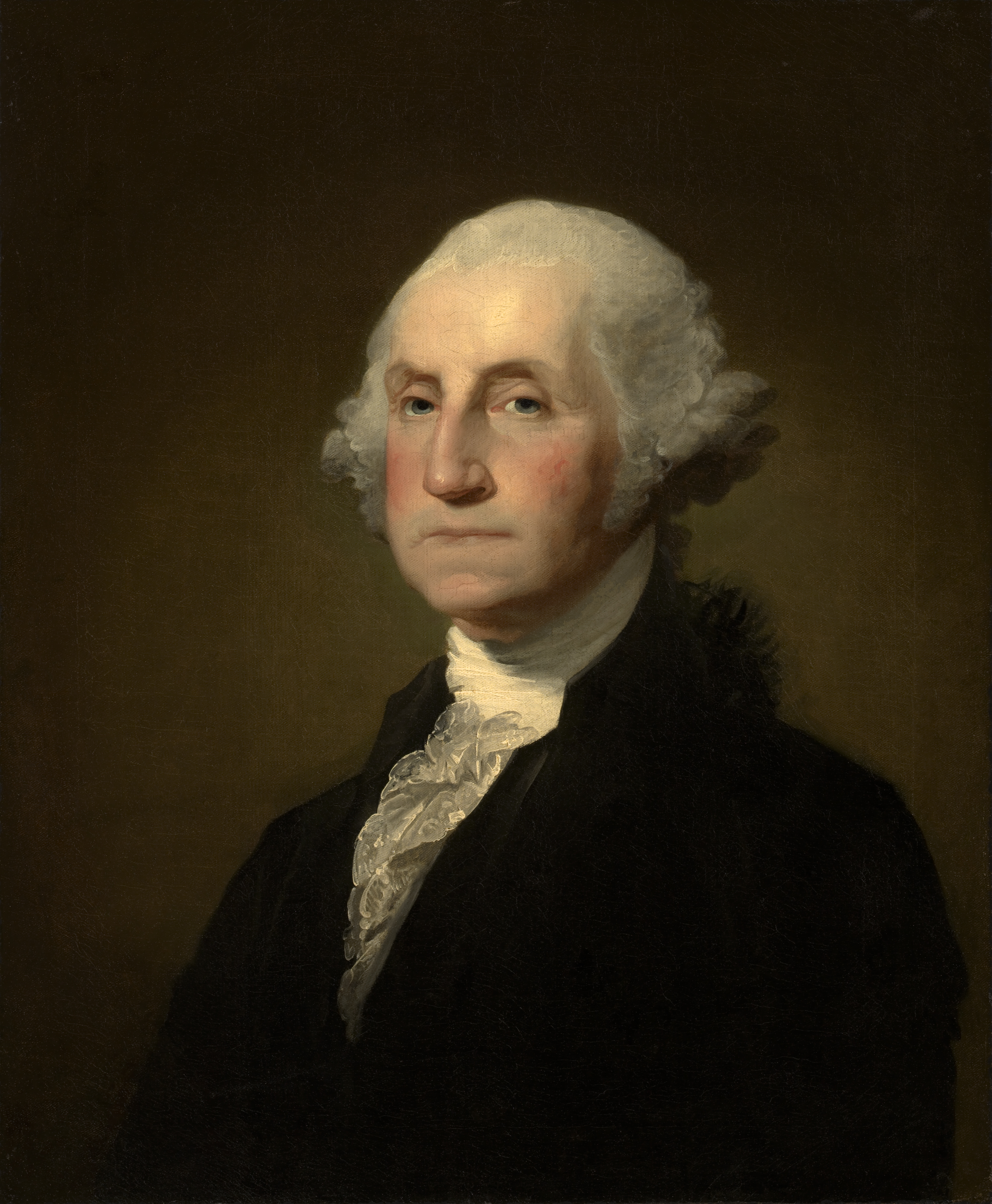
George Washington

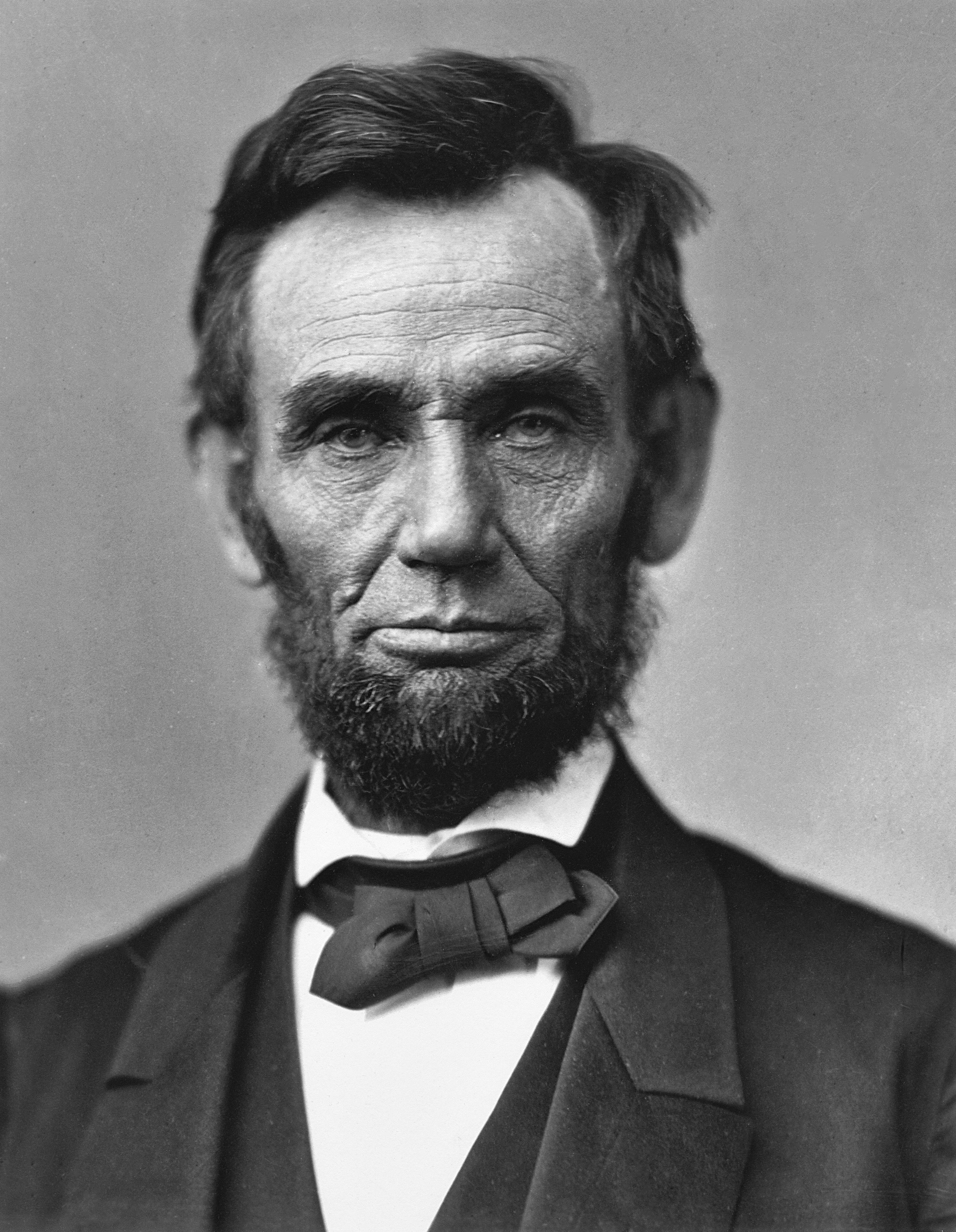
Abraham Lincoln

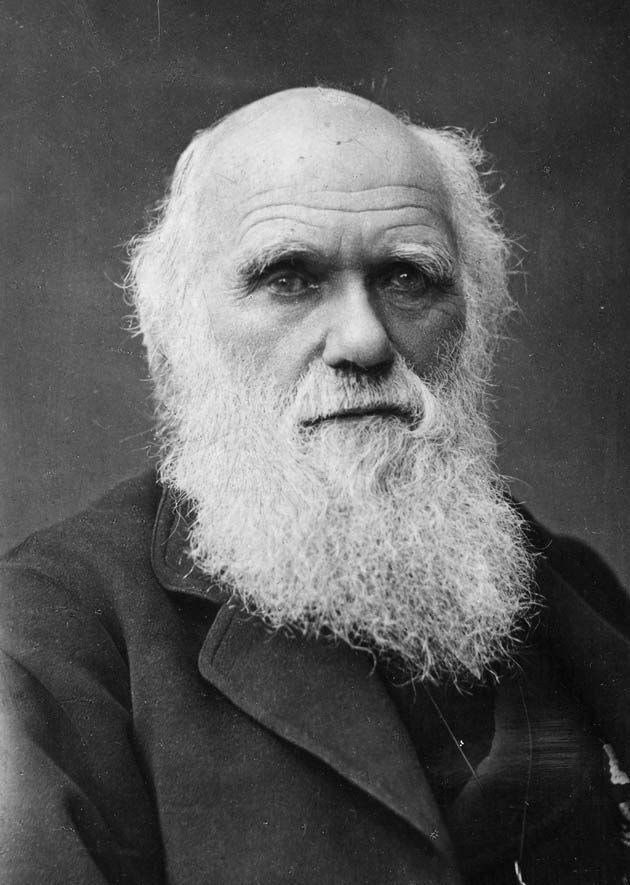
Charles Darwin

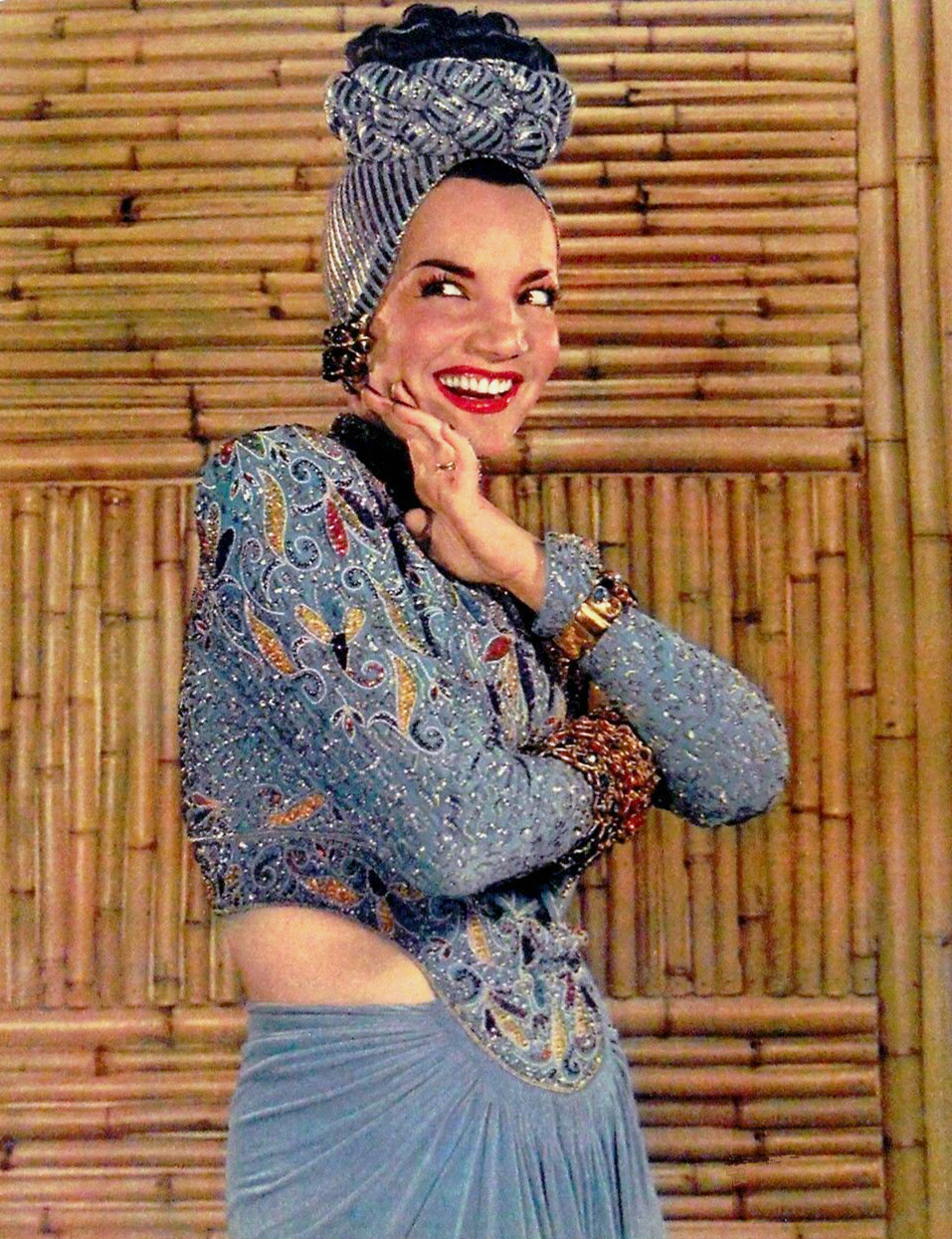
Carmen Miranda

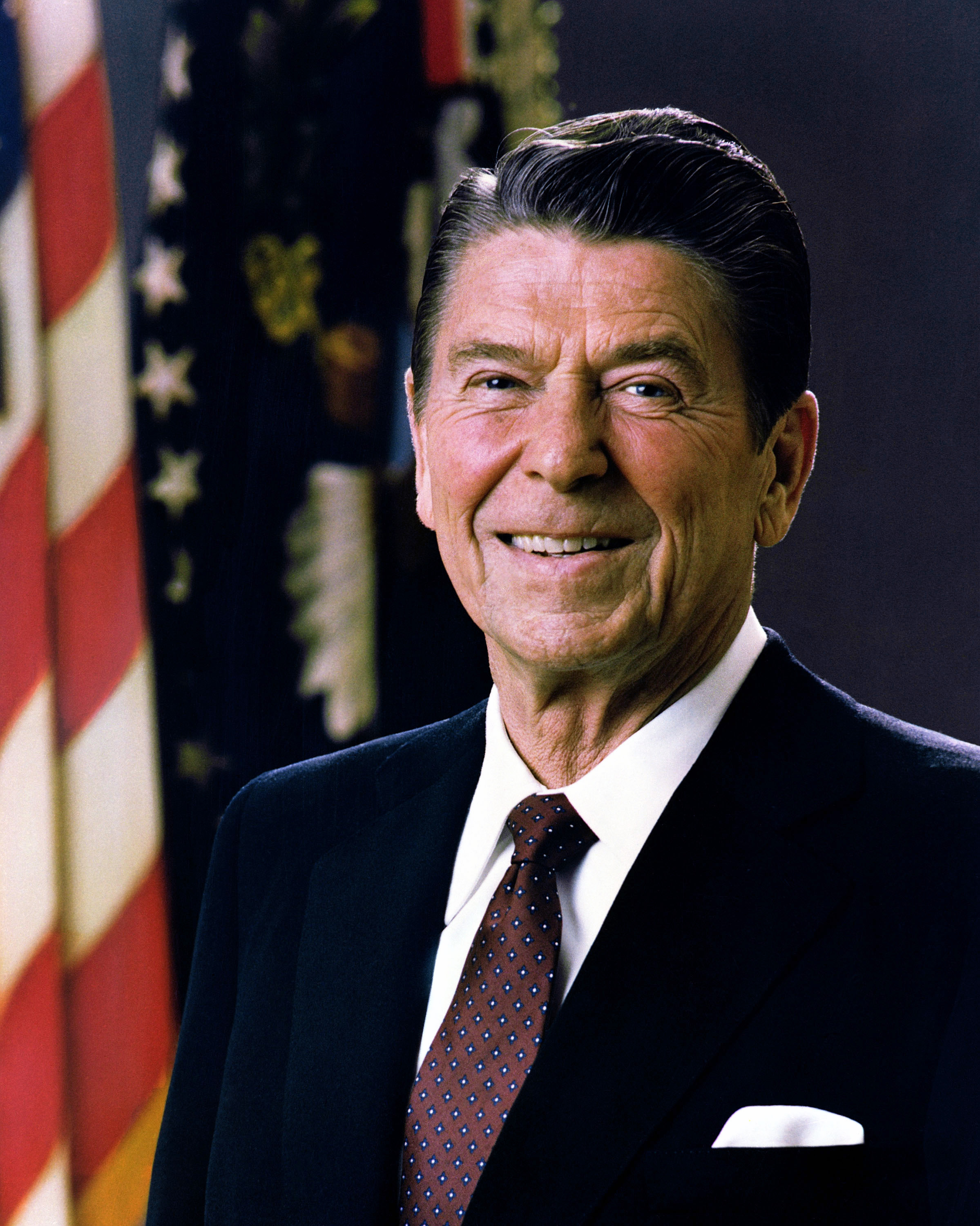
Ronald Reagan

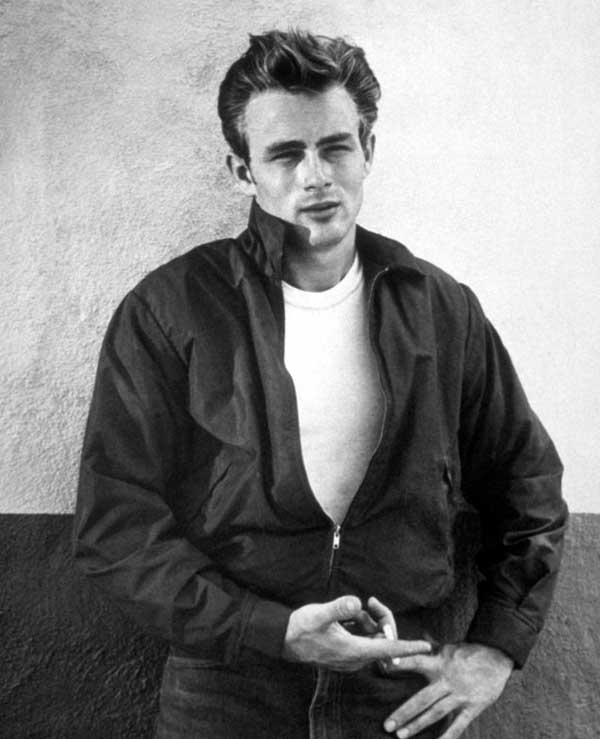
James Dean

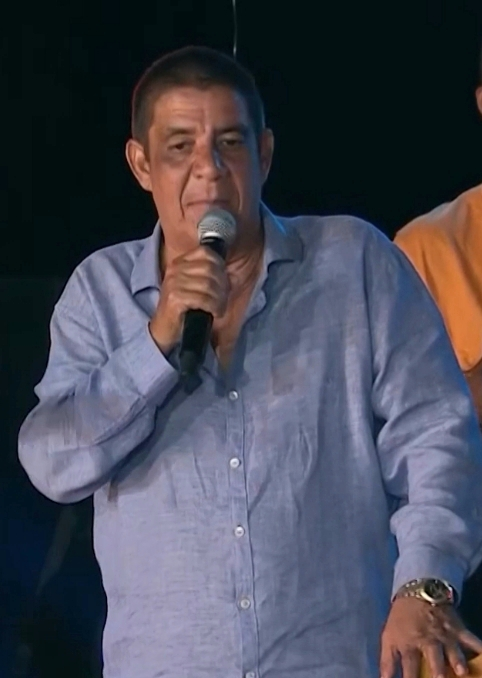
Zeca Pagodinho

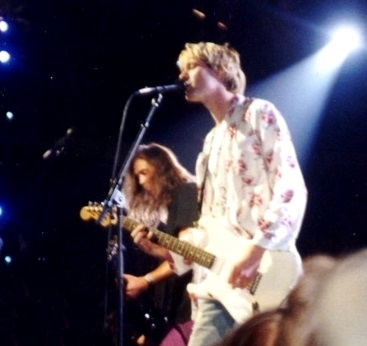
Kurt Cobain

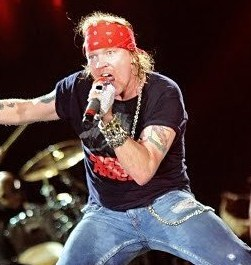
Axl Rose

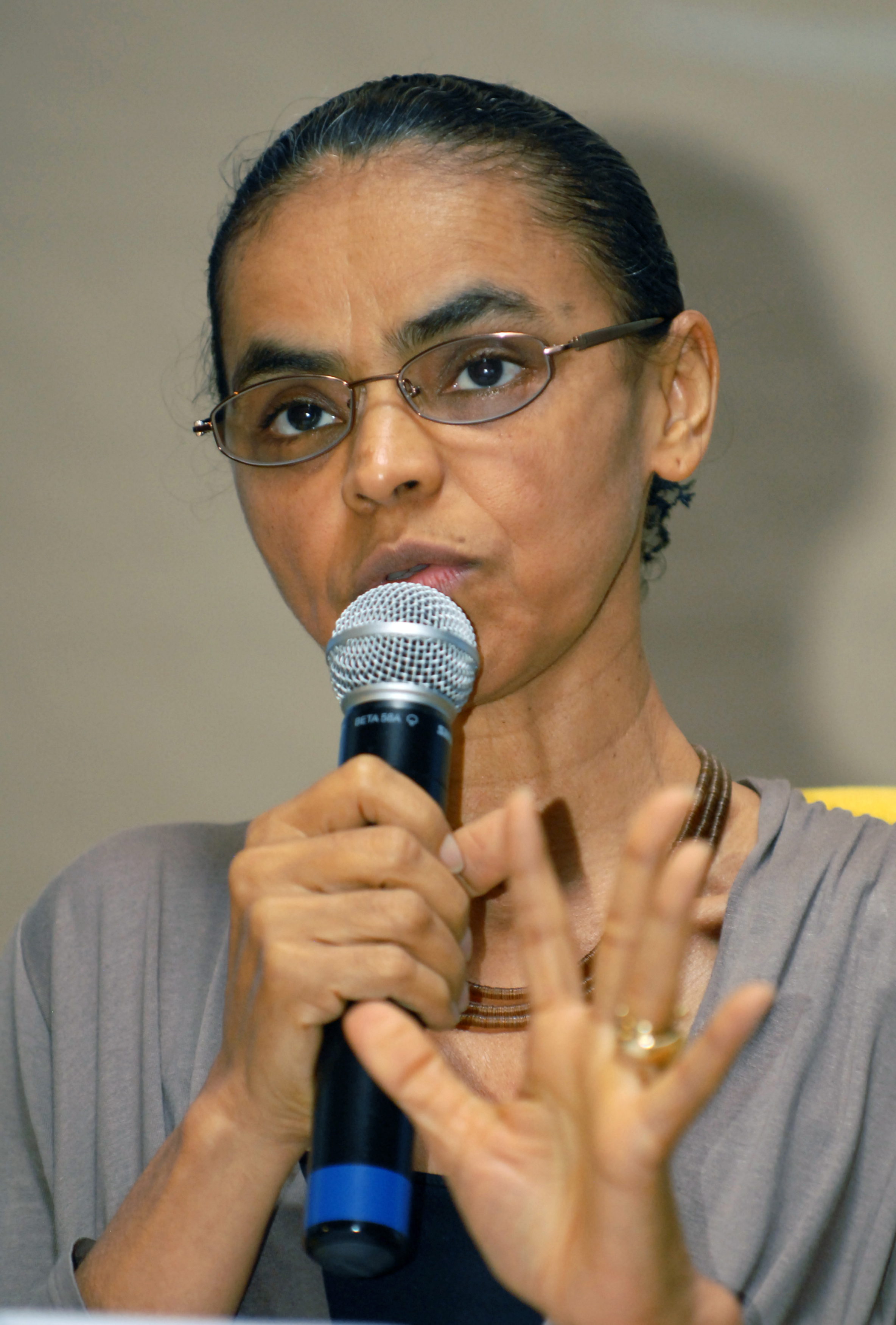
Marina Silva

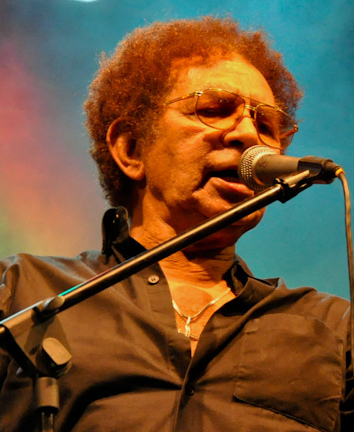
Reginaldo Rossi

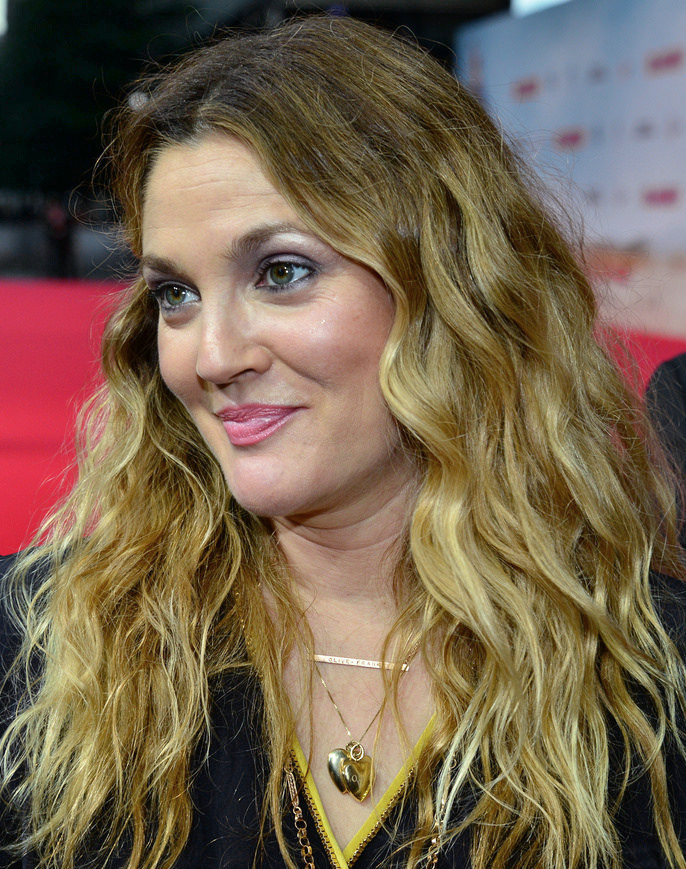
Drew Barrymore

Clementina de Jesus

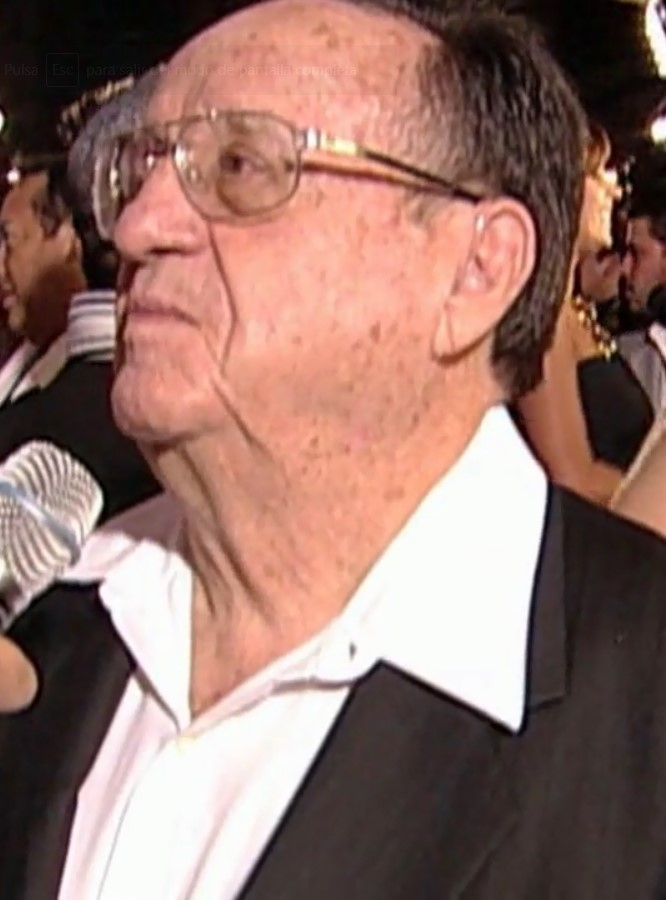
Roberto Gómez Bolaños

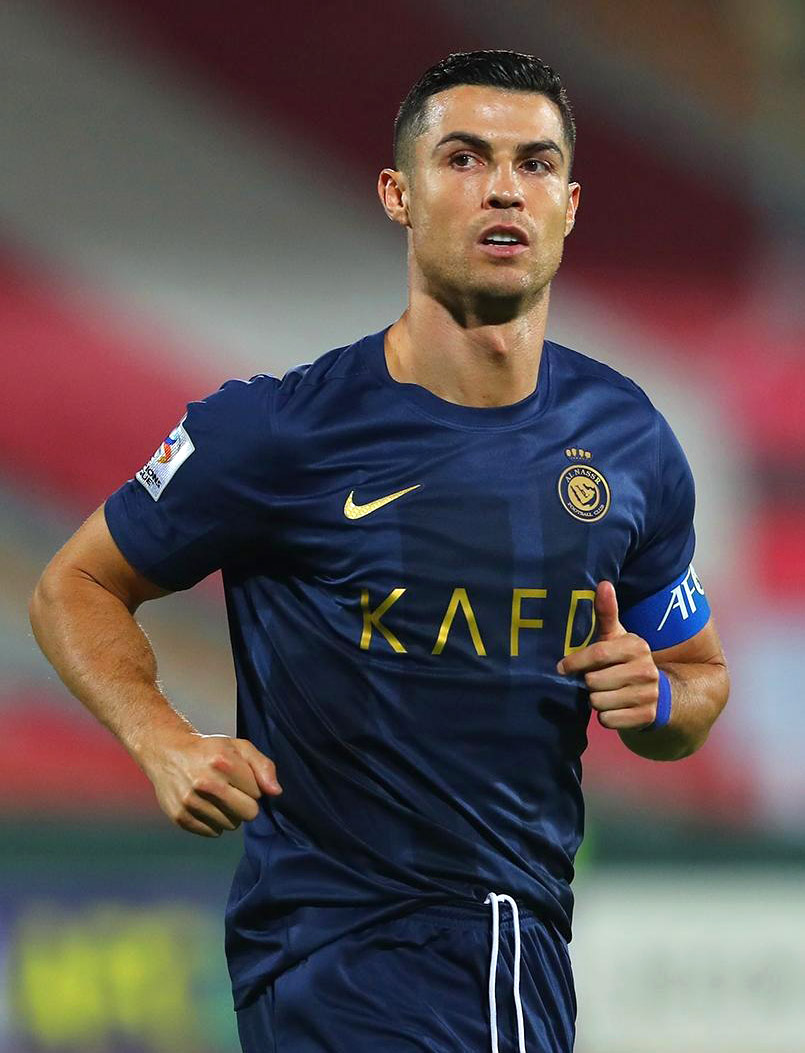
Cristiano Ronaldo

Olga Benário Prestes

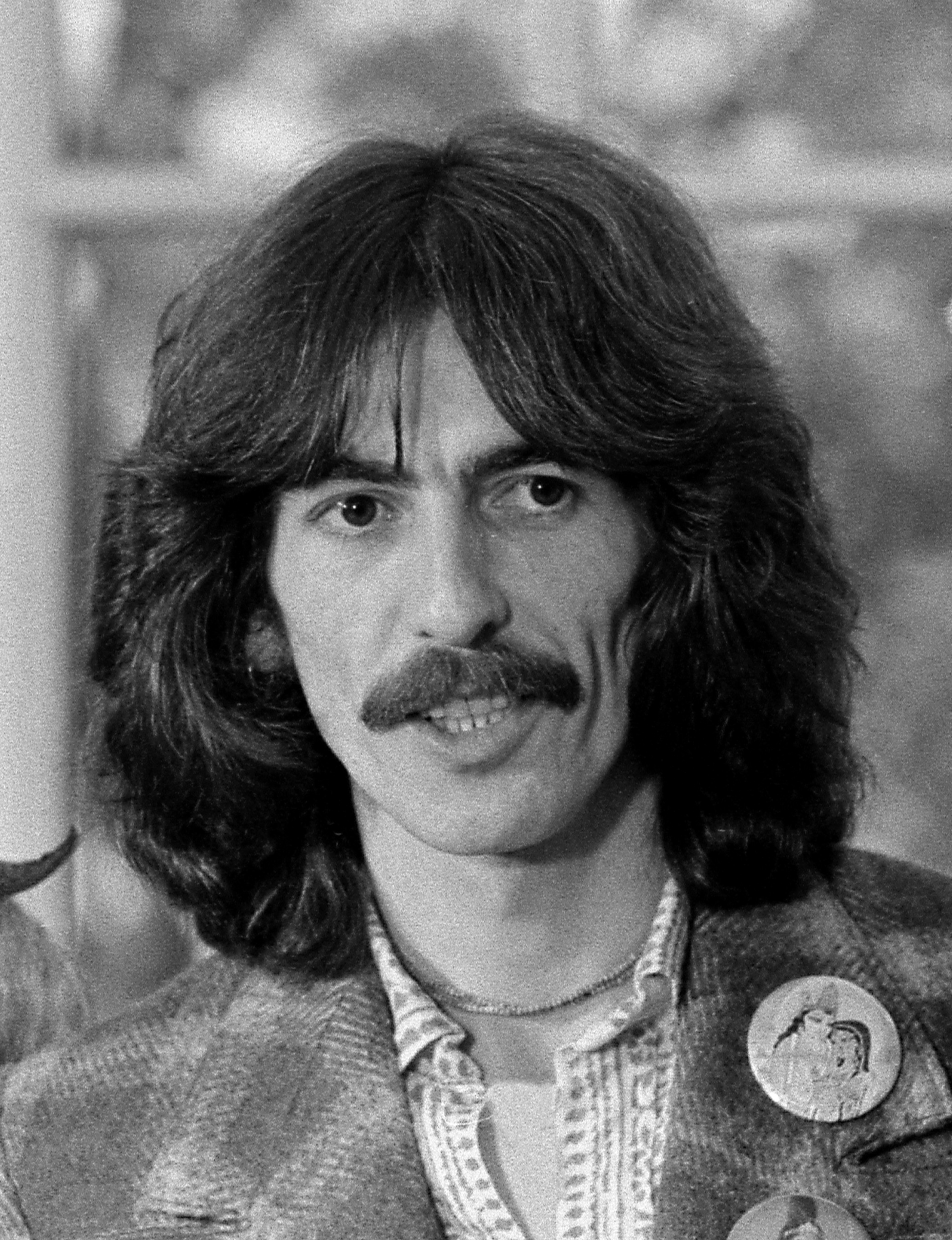
George Harrison

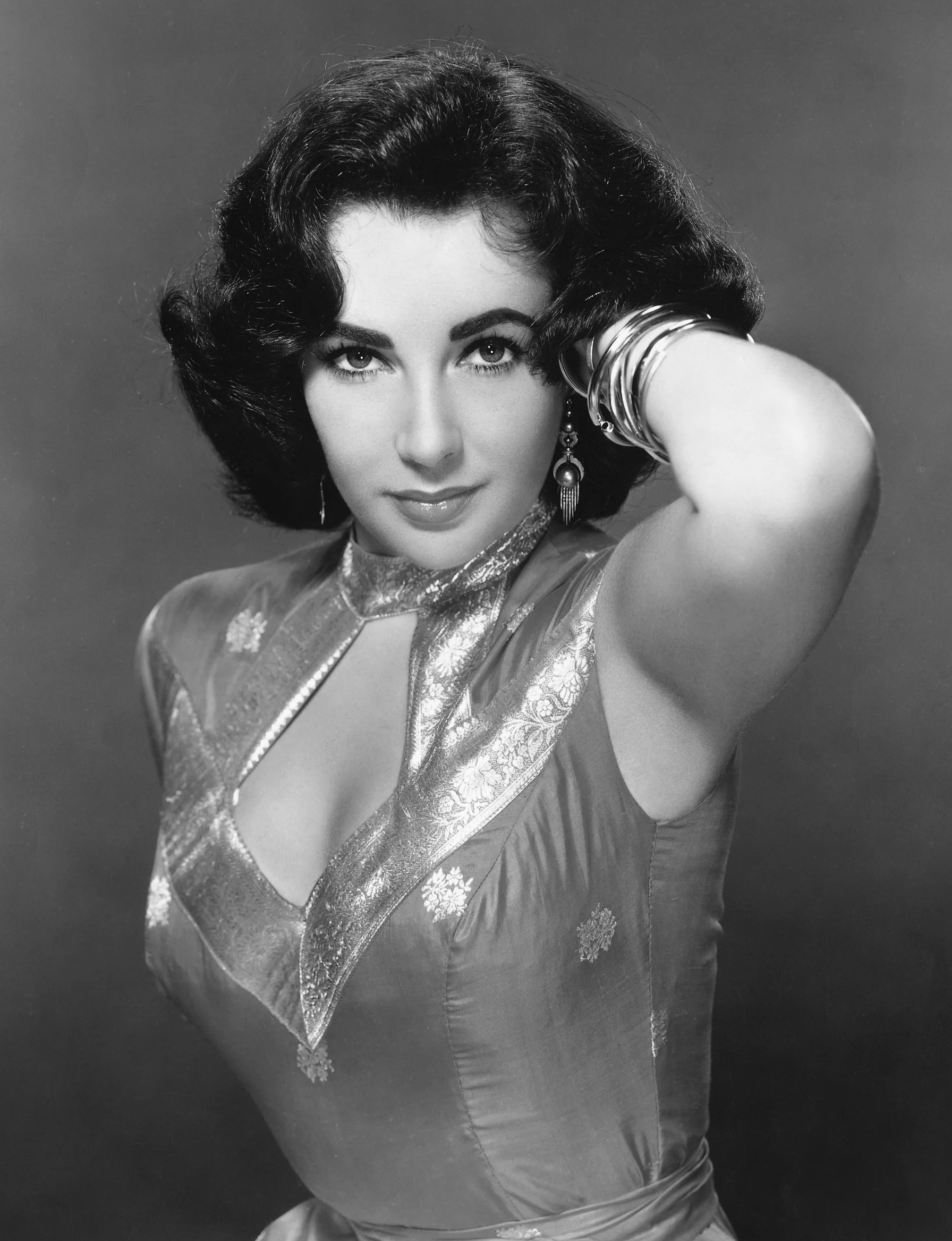
Elizabeth Taylor

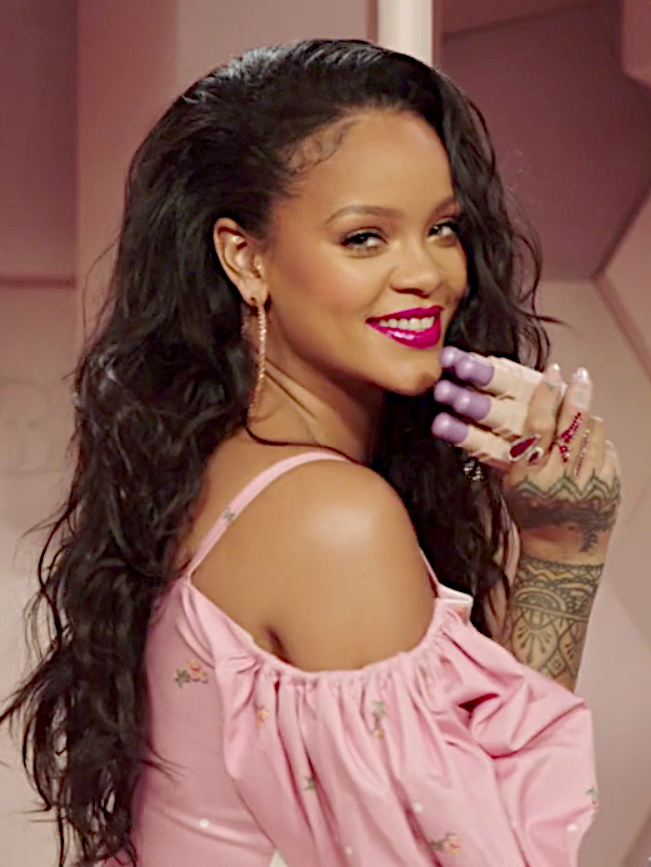
Rihanna

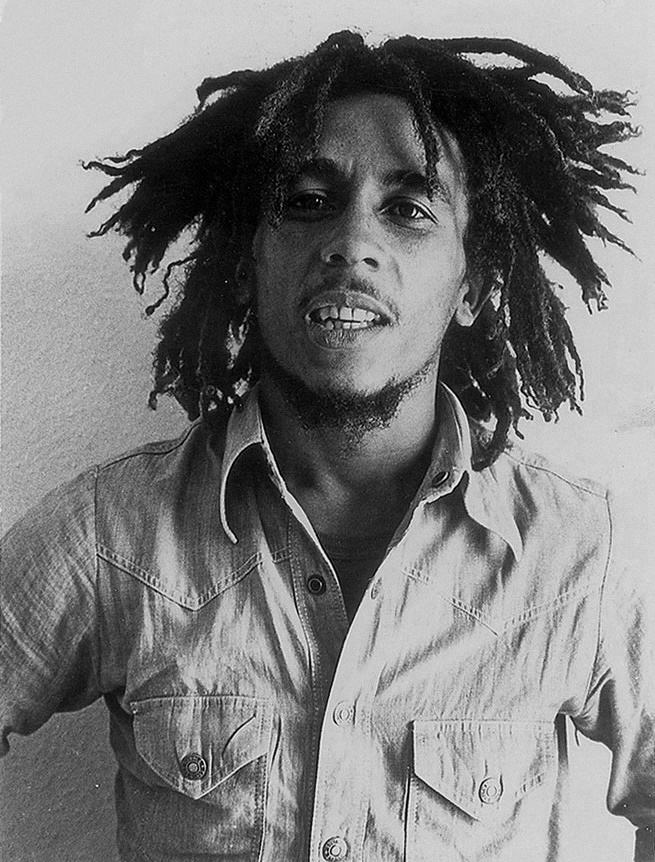
Bob Marley

- 1 de fevereiro de 1707 — Frederico, Príncipe de Gales (m. 1751).
- 1 de fevereiro de 1931 — Boris Iéltsin, político russo (m. 2007).
- 1 de fevereiro de 1982 — Matsumoto Takanori, vocalista japonês.
- 1 de fevereiro de 1989 — Marco Pigossi, ator brasileiro.
- 1 de fevereiro de 2002 — João Guilherme Ávila, ator brasileiro.
- 2 de fevereiro de 1911 — Jean-Jacques Grunenwald, organista, compositor, arquiteto e pedagogo Francês (m. 1982).
- 2 de fevereiro de 1973 — Latino, cantor brasileiro.
- 2 de fevereiro de 1977 — Shakira, cantora colombiana.
- 2 de fevereiro de 1987 — Gerard Piqué, futebolista espanhol.
- 2 de fevereiro de 2004 — João Guilherme Silva, apresentador brasileiro.
- 3 de fevereiro de 1338 — Joana de Bourbon, rainha consorte de França (m. 1378).
- 3 de fevereiro de 1976 — Isla Fisher, atriz australiana.
- 3 de fevereiro de 1990 — Sean Kingston, cantor norte-americano.
- 4 de fevereiro de 1959 — Zeca Pagodinho, cantor e compositor brasileiro.
- 4 de fevereiro de 1981 — Sabrina Sato, modelo, humorista e apresentadora brasileira.
- 4 de fevereiro de 1988 — Carly Patterson, ginasta norte-americana.
- 4 de fevereiro de 2007 — Melody, cantora e compositora brasileira.
- 5 de fevereiro de 1947 — Regina Duarte, atriz brasileira.
- 5 de fevereiro de 1948 — Barbara Hershey, atriz estadunidense.
- 5 de fevereiro de 1972 — Maria, Princesa Herdeira da Dinamarca.
- 5 de fevereiro de 1984 — Carlos Tévez, futebolista argentino.
- 5 de fevereiro de 1985 — Cristiano Ronaldo, futebolista português.
- 5 de fevereiro de 1992 — Neymar, futebolista brasileiro.
- 6 de fevereiro de 1452 — Joana, Princesa de Portugal (m. 1490).
- 6 de fevereiro de 1655 — Ana da Grã-Bretanha (m. 1714).
- 6 de fevereiro de 1911 — Ronald Reagan, ator e político norte-americano (m. 2004).
- 6 de fevereiro de 1945 — Bob Marley, cantor e compositor jamaicano (m. 1981).
- 6 de fevereiro de 1962 — Axl Rose, cantor e compositor estadunidense.
- 7 de fevereiro de 1901 — Clementina de Jesus, cantora brasileira (m. 1987).
- 7 de fevereiro de 1965 — Chris Rock, comediante e ator estadunidense.
- 7 de fevereiro de 1978 — Ashton Kutcher, ator estadunidense.
- 7 de fevereiro de 1985 — Deborah Ann Woll, atriz estadunidense.
- 8 de fevereiro de 1931 — James Dean, ator estadunidense (m. 1955).
- 8 de fevereiro de 1949 — Florinda Meza, atriz e produtora mexicana.
- 8 de fevereiro de 1958 — Marina Silva, política brasileira.
- 8 de fevereiro de 1992 — Luccas Neto, youtuber brasileiro.
- 9 de fevereiro de 1909 — Carmen Miranda, atriz e cantora luso-brasileira (m. 1955).
- 9 de fevereiro de 1976 — Charlie Day, ator norte-americano.
- 9 de fevereiro de 2000 — Filipe Cavalcante, ator e dublador brasileiro.
- 10 de fevereiro de 1898 — Bertolt Brecht, dramaturgo, poeta e encenador alemão (m. 1956).
- 10 de fevereiro de 1988 — Fiorella Mattheis, modelo, atriz e apresentadora brasileira.
- 10 de fevereiro de 1990 — Choi Soo-young, cantora, compositora, atriz, apresentadora e modelo sul-coreana.
- 10 de fevereiro de 1991 — Emma Roberts, atriz e cantora estadunidense.
- 10 de fevereiro de 1993 — Mia Khalifa, modelo e atriz líbano-estadunidense.
- 11 de fevereiro de 1466 — Isabel de Iorque, rainha consorte da Inglaterra (m. 1503).
- 11 de fevereiro de 1847 — Thomas Edison, inventor norte-americano (m. 1931).
- 11 de fevereiro de 1900 — Jossei Toda, educador e pacifista japonês (m. 1958).
- 11 de fevereiro de 1920 — Faruque do Egito (m. 1965).
- 11 de fevereiro de 1985 — Sarah Butler, atriz estadunidense.
- 11 de fevereiro de 1992 — Taylor Lautner, ator estadunidense.
- 12 de fevereiro de 1768 — Francisco I da Áustria (m. 1835).
- 12 de fevereiro de 1809 — Abraham Lincoln, político estadunidense (m. 1865).
- 12 de fevereiro de 1809 — Charles Darwin, naturalista e biólogo inglês (m. 1882).
- 12 de fevereiro de 1908 — Olga Benário Prestes, militante política alemã (m. 1942).
- 12 de fevereiro de 1938 — Martinho da Vila, cantor e compositor brasileiro.
- 13 de fevereiro de 1599 — Papa Alexandre VII (m. 1667).
- 13 de fevereiro de 1931 — José Lino Grünewald, escritor brasileiro (m. 2000)
- 13 de fevereiro de 1970 — Alexandre Nero, ator brasileiro.
- 13 de fevereiro de 1994 — Memphis Depay, futebolista neerlandês.
- 14 de fevereiro de 1931 — Augusto de Campos, poeta e tradutor brasileiro.
- 14 de fevereiro de 1943 — Reginaldo Rossi,cantor e compositor brasileiro (m. 2013).
- 14 de fevereiro de 1945 — Hans-Adam II do Liechtenstein.
- 14 de fevereiro de 1985 — Philippe Senderos, futebolista suíço.
- 14 de fevereiro de 1987 — Edinson Cavani, futebolista uruguaio.
- 14 de fevereiro de 1988 — Angel Di Maria, futebolista argentino
- 14 de fevereiro de 1992 — Freddie Highmore, ator britânico.
- 15 de fevereiro de 1564 — Galileu Galilei, matemático, astrônomo e físico italiano (m. 1642).
- 15 de fevereiro de 1710 — Luís XV de França (m. 1774).
- 15 de fevereiro de 1841 — Campos Sales, político brasileiro (m. 1913).
- 15 de fevereiro de 1956 — Ratinho, apresentador de televisão brasileiro.
- 15 de fevereiro de 1998 — Zachary Gordon, ator estadunidense.
- 16 de fevereiro de 1222 — Nitiren Daishonin, monge budista japonês (m. 1282).
- 16 de fevereiro de 1812 — Henry Wilson, político norte-americano (m. 1875).
- 16 de fevereiro de 1852 — Charles Taze Russell, religioso estadunidense (m. 1916).
- 16 de fevereiro de 1990 — The Weeknd, cantor canadense.
- 17 de fevereiro de 1823 — Paula de Bragança, princesa do Brasil (m. 1833).
- 17 de fevereiro de 1987 — Isis Valverde, atriz brasileira.
- 17 de fevereiro de 1996 — Sasha Pieterse, atriz e cantora sul-africana.
- 18 de fevereiro de 1516 — Maria I de Inglaterra (m. 1558).
- 18 de fevereiro de 1745 — Alessandro Volta, físico italiano (m. 1827).
- 18 de fevereiro de 1957 — Christiane Torloni, atriz brasileira.
- 18 de fevereiro de 1988 — Maiara Walsh, atriz norte-americana.
- 18 de fevereiro de 1994 — Jung Hoseok, Rapper, dançarino, compositor e produtor musical sul-coreano.
- 19 de fevereiro de 1473 — Nicolau Copérnico, astrónomo polaco (m. 1543).
- 19 de fevereiro de 1948 — Tony Iommi, músico britânico.
- 19 de fevereiro de 1952 — Evandro Mesquita, ator, cantor e compositor brasileiro.
- 19 de fevereiro de 1954 — Sócrates (futebolista), futebolista brasileiro (m. 2011).
- 19 de fevereiro de 1963 — Seal, cantautor britânico.
- 19 de fevereiro de 1986 — Marta, futebolista brasileira.

- 19 de fevereiro de 2001 — David Mazouz, ator norte-americano.
- 19 de fevereiro de 2004 — Millie Bobby Brown, atriz, modelo e produtora britânica.
- 20 de fevereiro de 1967 — Kurt Cobain, cantor e compositor norte-americano (m. 1994).
- 20 de fevereiro de 1987 — Miles Teller, ator norte-americano.
- 20 de fevereiro de 1988 — Rihanna, cantora barbadiana.
- 20 de fevereiro de 1989 — Jack Falahee, ator norte-americano.
- 21 de fevereiro de 1728 — Pedro III da Rússia (m. 1762).
- 21 de fevereiro de 1929 — Roberto Gómez Bolaños, diretor, escritor, roteirista e ator mexicano (m. 2014).
- 21 de fevereiro de 1937 — Haroldo V da Noruega.
- 21 de fevereiro de 1947 — Renata Sorrah, atriz e produtora brasileira.
- 21 de fevereiro de 1996 — Sophie Turner, atriz britânica.
- 22 de fevereiro de 1403 — Carlos VII de França (m. 1461).
- 22 de fevereiro de 1732 — George Washington, general e político norte-americano (m. 1799).
- 22 de fevereiro de 1940 — Aracy Balabanian, atriz brasileira.
- 22 de fevereiro de 1952 — Marcos Caruso, ator e autor brasileiro.
- 22 de fevereiro de 1962 —  Steve Irwin, naturalista e apresentador de televisão  australiano
- 22 de fevereiro de 1975 — Drew Barrymore, atriz norte-americana.
- 22 de fevereiro de 1979 — Débora Falabella, atriz brasileira.
- 22 de fevereiro de 2003 — Isra Hirsi, ativista ambiental americana.
- 22 de fevereiro de 2011 — Lorena Queiroz, atriz e cantora brasileira.
- 23 de fevereiro de 1803 — Alexandrina da Prússia (m. 1892).
- 23 de fevereiro de 1845 — Afonso Pedro, príncipe imperial do Brasil (m. 1847).
- 23 de fevereiro de 1927 — Bezerra da Silva, cantor e compositor brasileiro (m. 2005).
- 23 de fevereiro de 1983 — Emily Blunt, atriz britânica.
- 24 de fevereiro de 1500 — Carlos I de Espanha (m. 1558).
- 24 de fevereiro de 1536 — Papa Clemente VIII (m. 1605).
- 24 de fevereiro de 1547 — João da Áustria (m. 1578).
- 24 de fevereiro de 1931 — Paulo Lopes de Faria, religioso brasileiro (m. 2009).
- 24 de fevereiro de 1966 — Billy Zane, ator norte-americano.
- 24 de fevereiro de 1992 — Eduardo Sasha, futebolista brasileiro.
- 25 de fevereiro de 1841 — Pierre-Auguste Renoir, pintor francês (m. 1919).
- 25 de fevereiro de 1925 — Pedro de Lara, radialista, escritor, ator e jurado brasileiro (m. 2007).
- 25 de fevereiro de 1943 — George Harrison, guitarrista, cantor e compositor inglês (m. 2001).
- 25 de fevereiro de 1991 — Adrien Tambay, automobilista francês.
- 26 de fevereiro de 1746 — Maria Amália da Áustria (m. 1804).
- 26 de fevereiro de 1868 — Venceslau Brás, político brasileiro (m. 1966).
- 26 de fevereiro de 1887 — William Frawley, ator estadunidense (m. 1966).
- 26 de fevereiro de 1992 — Danilo Mesquita, ator e cantor brasileiro.
- 27 de fevereiro de 1997 — Malcom, futebolista brasileiro.
- 27 de fevereiro de 272 — Constantino, imperador romano (m. 337).
- 27 de fevereiro de 1932 — Elizabeth Taylor, atriz britânica (m. 2011).
- 27 de fevereiro de 1996 — Ten Chittaphon, cantor, rapper e dançarino tailandês.
- 28 de fevereiro de 1518 — Francisco de Valois, delfim da França (m. 1536).
- 28 de fevereiro de 1743 — Carolina de Orange-Nassau (m. 1787).
- 28 de fevereiro de 1873 — William McMaster Murdoch, marinheiro britânico (m. 1912).
- 28 de fevereiro de 1999 — Luka Dončić, jogador de basquete esloveno.
- 29 de fevereiro de 1468 — Papa Paulo III (m. 1549).
- 29 de fevereiro de 1860 — Herman Hollerith, inventor norte-americano (m. 1929).
- 29 de fevereiro de 1896 — William A. Wellman, diretor de cinema estadunidense (m. 1975).
- 29 de fevereiro de 1920 — Michèle Morgan, atriz francesa (m. 2016).
- 29 de fevereiro de 1972 — Antonio Sabàto Jr., ator italiano.
- 29 de fevereiro de 1980 — Taylor Twellman, ex-futebolista norte-americano.

## Mortes
- 2 de fevereiro de 2023 — Glória Maria, jornalista e apresentadora de televisão brasileira (n. 1947).
- 3 de fevereiro de 1969 — Eduardo Mondlane, político moçambicano (n. 1920).
- 5 de fevereiro de 1927 — Osório Duque-Estrada, poeta, crítico literário e teatrólogo brasileiro (n. 1870).
- 5 de fevereiro de 1974 — Mestre Bimba, capoeirista brasileiro (n. 1900).
- 7 de fevereiro de 1878 — Papa Pio IX (n. 1792).
- 7 de fevereiro de 1944 — Lina Cavalieri, cantora de ópera italiana (n. 1874).
- 7 de fevereiro de 1999 — Hussein da Jordânia (n. 1935).
- 12 de fevereiro de 2005 — Dorothy Stang, religiosa e ativista católica estadunidense (n. 1931).
- 13 de fevereiro de 2005 — Irmã Lúcia, religiosa portuguesa (n. 1907).
- 15 de fevereiro de 1145 — Papa Lúcio II (n. 1095).
- 15 de fevereiro de 1933 — Paulo de Frontin, político e engenheiro brasileiro (n. 1860).
- 15 de fevereiro de 2016 — George Gaynes, ator norte-americano (n. 1917).
- 22 de fevereiro de 1297 — Margarida de Cortona, santa católica (n. 1247).
- 22 de fevereiro de 1512 — Américo Vespúcio, explorador e navegador italiano (n. 1454).
- 22 de fevereiro de 2009 — Ida Gomes, atriz brasileira (n. 1923).
- 28 de fevereiro de 1453 — Isabel da Lorena (n. 1400).
- 28 de fevereiro de 1935 — Chiquinha Gonzaga, compositora brasileira (n. 1847).
- 28 de fevereiro de 1941 — Afonso XIII de Espanha (n. 1886).
- 29 de fevereiro de 1868 — Luís I da Baviera (n. 1786).
- 29 de fevereiro de 1944 — Pehr Evind Svinhufvud, político finlandês (n. 1861).
- 29 de fevereiro de 1980 — Yigal Allon, político e militar israelense (n. 1918).